# Joachim Biskup
Joachim Biskup (* 1947 in Goslar) ist ein deutscher Informatiker.

## Leben
Er studierte von 1968 bis 1972 Mathematik an der TU Hannover und promovierte 1975 im Fach Informatik an der RWTH Aachen. Seit 1981 ist er Professor für Informatik, zunächst an der Universität Dortmund, dann an der Universität Hildesheim und seit 1996 wieder an der Universität Dortmund.
Seine Forschungsschwerpunkte sind Arbeiten über Berechenbarkeits- und Komplexitätstheorie, Informationssysteme mit den Schwerpunkten Schemaentwurf, Anfrageoptimierung und Mediation und über verschiedene Gesichtspunkte der IT-Sicherheit, insbesondere Zugriffskontrolle und Inferenzkontrolle zum Schutz von Vertraulichkeit.

## Schriften (Auswahl)
- mit Ralf Menzel und Torsten Polle: Transforming an entity relationship schema into object oriented database schemas. Hildesheim 1994, OCLC 75490334.
- Grundlagen von Informationssystemen. Braunschweig 1995, ISBN 3-528-05494-8.
- Database schema design theory. Achievements and challenges. Hildesheim 1995, OCLC 75742035.
- Security in computing systems. Challenges, approaches, and solutions. Berlin 2009, ISBN 978-3-540-78441-8.